# 山村康久
山村 康久（やまむら やすひさ、1964年12月10日 - ）は、日本のゲームクリエイター。兵庫県出身。

## 人物
主に『スーパーマリオシリーズ』や『ゼルダの伝説シリーズ』など数多くの任天堂ソフトのダンジョンデザインを手がけている。愛称はやまへむ。趣味は、ゲームセンター、中古基板集め。

## 作品
- ファミリーコンピュータ
  - サッカー（1985年4月9日）
- ディスクシステム
  - リンクの冒険（1987年1月14日）
  - 夢工場ドキドキパニック（1987年7月10日）
- スーパーファミコン
  - ゼルダの伝説 神々のトライフォース（1991年11月21日）
  - スーパーマリオ ヨッシーアイランド（1995年8月5日）
- ゲームボーイ
  - ゼルダの伝説 夢を見る島（1993年6月6日）
- NINTENDO 64
  - スーパーマリオ64（1996年6月23日）
  - スターフォックス64（1997年7月23日）
- ゲームボーイアドバンス
  - スーパーマリオアドバンス2（2001年12月14日）
  - スーパーマリオアドバンス3（2002年9月20日）
  - スーパーマリオアドバンス4（2003年7月11日）
- ニンテンドーDS
  - キャッチ!タッチ!ヨッシー!（2005年1月27日）
  - New スーパーマリオブラザーズ（2006年5月27日）
  - ヨッシーアイランドDS（2007年3月8日）
- Wii
  - New スーパーマリオブラザーズ Wii（2009年12月3日）
- Wii U
  - New スーパーマリオブラザーズ U（2012年12月8日）
- ニンテンドー3DS
  - ゼルダの伝説 神々のトライフォース2（2013年12月26日）